# Domínio da Nova Inglaterra
```
   |-
       |
Erro:
:  
valor não especificado para "
nome_comum
"
```

O Domínio da Nova Inglaterra na América (1686-1689) foi uma união administrativa das colônias inglesas que incluíam: Colônias da Nova Inglaterra e as Colônias Centrais (exceto a Província da Pensilvânia). Sua estrutura política representava controle centralizado semelhante ao modelo utilizado pela monarquia espanhola através do Vice-Reino da Nova Espanha. O domínio era inaceitável para a maioria dos colonos porque profundamente ressentia de ser privados dos seus direitos e tendo seus estatutos coloniais revogada. O Governador Sir Edmund Andros tentou fazer mudanças legais e estruturais, mas a maioria destes foram desfeitas e o Domínio foi derrubado assim que a saída do Rei James II do trono da Inglaterra foi oficializada. Uma mudança notável foi a introdução da Igreja Anglicana em Massachusetts, pois os líderes puritanos haviam proibido sua entrada.

## Antecedentes
Várias colônias inglesas foram estabelecidas na América do Norte e nas Índias Ocidentais durante a primeira metade do século XVII, com atributos variados. 
Algumas se originaram como empreendimentos comerciais, como a Colônia da Virgínia, enquanto outras foram fundadas por razões religiosas, como a Colônia de Plymouth e a Colônia da Baía de Massachusetts. Os governos das colônias também variaram. A Virgínia tornou-se uma colônia da coroa, apesar de seu início corporativo, enquanto Massachusetts e outras colônias da Nova Inglaterra possuíam cartas corporativas e muita liberdade administrativa. Outras áreas eram colônias proprietárias, como Maryland e Carolina, pertencentes e operadas por um ou alguns indivíduos.
Após a Restauração Inglesa em 1660, o rei Carlos II procurou otimizar a administração desses territórios coloniais. Carlos e seu governo iniciaram um processo que colocou várias colônias sob controle direto da coroa. Uma razão para essas ações foi o custo de administração de colônias individuais, mas outra razão significativa foi a regulamentação do comércio. Ao longo da década de 1660, o Parlamento inglês aprovou uma série de leis para regulamentar o comércio das colônias, chamadas coletivamente de Atos de Navegação. Os colonos americanos resistiram a essas leis, particularmente nas colônias da Nova Inglaterra, que estabeleceram redes comerciais significativas com outras colônias inglesas e com outros países europeus e suas colônias, especialmente a Espanha e a República Holandesa. Os Atos de Navegação também proibiram algumas práticas existentes na Nova Inglaterra, transformando os comerciantes em contrabandistas, aumentando significativamente o custo dos negócios.
Algumas das colônias da Nova Inglaterra apresentaram problemas específicos para o rei, e a combinação dessas colônias em uma única entidade administrativa foi vista como uma maneira de resolver esses problemas. A Colônia de Plymouth nunca fora formalmente fretada, e a Colônia de New Haven abrigara dois dos regicidas de Carlos I, o pai do rei. O território do Maine foi disputado por donatários concorrentes e por Massachusetts, e New Hampshire era uma colônia de coroas muito pequena e recentemente estabelecida.
Massachusetts tinha uma longa história de domínio praticamente teocrático, além de sua resistência generalizada aos Atos de Navegação, e eles exibiam pouca tolerância para não-puritanos, incluindo apoiadores da Igreja da Inglaterra (o que era mais importante para o rei). Carlos II procurou repetidamente mudar o governo de Massachusetts, mas eles resistiram a todas as tentativas substantivas de reforma. Em 1683, os procedimentos legais começaram a desocupar a Carta de Massachusetts; foi formalmente anulado em junho de 1684.
A principal motivação em Londres não era obter eficiência na administração, mas garantir que o objetivo das colônias era tornar a Inglaterra mais rica. O desejo da Inglaterra por colônias que produziam produtos agrícolas funcionava bem para as colônias do sul, que produziam tabaco, arroz e índigo, mas não tão bem para a Nova Inglaterra devido à geologia da região. Na falta de uma base adequada, os neozelandeses se engajaram no comércio e se tornaram concorrentes de sucesso dos comerciantes ingleses. Agora eles estavam começando a desenvolver oficinas que ameaçavam privar a Inglaterra de seu lucrativo mercado colonial de artigos manufaturados, como têxteis, artigos de couro e ferragens. O plano, portanto, era estabelecer um governo todo-poderoso e uniforme sobre as colônias do Norte, para que o povo fosse desviado da manufatura e do comércio exterior.

## Estabelecimento

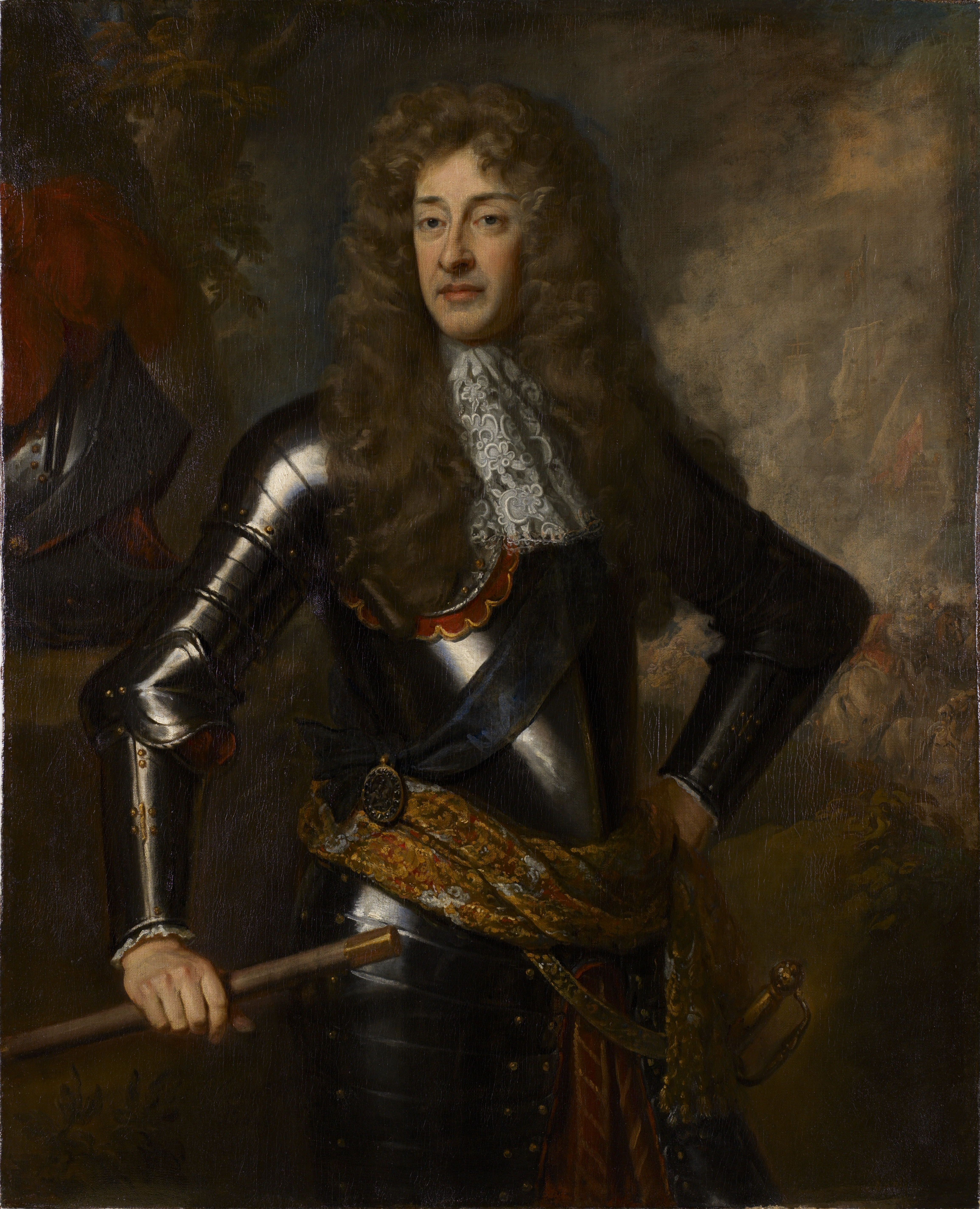
James II.

Após a revogação da Carta de Massachusetts, Carlos II e os Senhores do Comércio avançaram com planos de estabelecer uma administração unificada em pelo menos algumas das colônias da Nova Inglaterra. Os objetivos específicos do domínio incluíam a regulamentação do comércio, a reforma das práticas de propriedade da terra para se adaptar mais aos métodos e práticas inglesas, a coordenação em questões de defesa e a racionalização da administração em menos centros. O Domínio compreendia inicialmente os territórios da Colônia da Baía de Massachusetts, da Colônia de Plymouth, da Província de New Hampshire, da Província de Maine e do País Narraganset (atual Condado de Washington, Rhode Island).
Charles II havia escolhido o coronel Percy Kirke para governar o domínio, mas Carlos morreu antes que a comissão fosse aprovada. O rei James II aprovou a comissão de Kirke em 1685, mas Kirke sofreu duras críticas por seu papel em acabar com a rebelião de Monmouth, e sua comissão foi retirada. Uma comissão provisória foi emitida em 8 de outubro de 1685 a Joseph Dudley, natural de Massachusetts Bay, como Presidente do Conselho da Nova Inglaterra, devido a atrasos no desenvolvimento da comissão do pretendido sucessor de Kirke, Sir Edmund Andros.
O comissionamento limitado de Dudley especificou que ele governaria com um conselho nomeado e nenhuma legislatura representativa. Os conselheiros nomeados como membros deste corpo incluíam uma seção transversal de homens politicamente moderados dos antigos governos coloniais. Edward Randolph havia servido como agente da coroa na investigação de casos na Nova Inglaterra e também foi nomeado para o conselho. Randolph também recebeu uma longa lista de outros cargos, incluindo secretário do domínio, colecionador de alfândegas e vice-chefe dos correios.